# 831-я бригада тактической авиации
831-я бригада тактической авиации (укр. 831-ша бригада тактичної авіації) — воинское формирование в составе воздушного командования «Центр» Воздушных Сил Вооружённых сил Украины.

## История формирования
831-я бригада тактической авиации Воздушных сил Украины ведёт свою историю с 659-го истребительного авиационного полка (иап) ВВС СССР, сформированного 8 ноября 1941 году в городе Красноводск (Туркменистан) на базе авиационной эскадрильи ПВО.
Во время Великой Отечественной войны 659-й иап прошёл боевой путь от Волги до Украины и Молдавии, принимал участие в освобождении от фашистов Болгария, Югославии, Румынии, Венгрии и Австрии. Его лётчики выполнили 9960 боевых вылетов, провели 531 воздушный бой, сбили 417 самолётов противника. За освобождение городов Измаил и Галац получил почётное наименование «Галацкий».

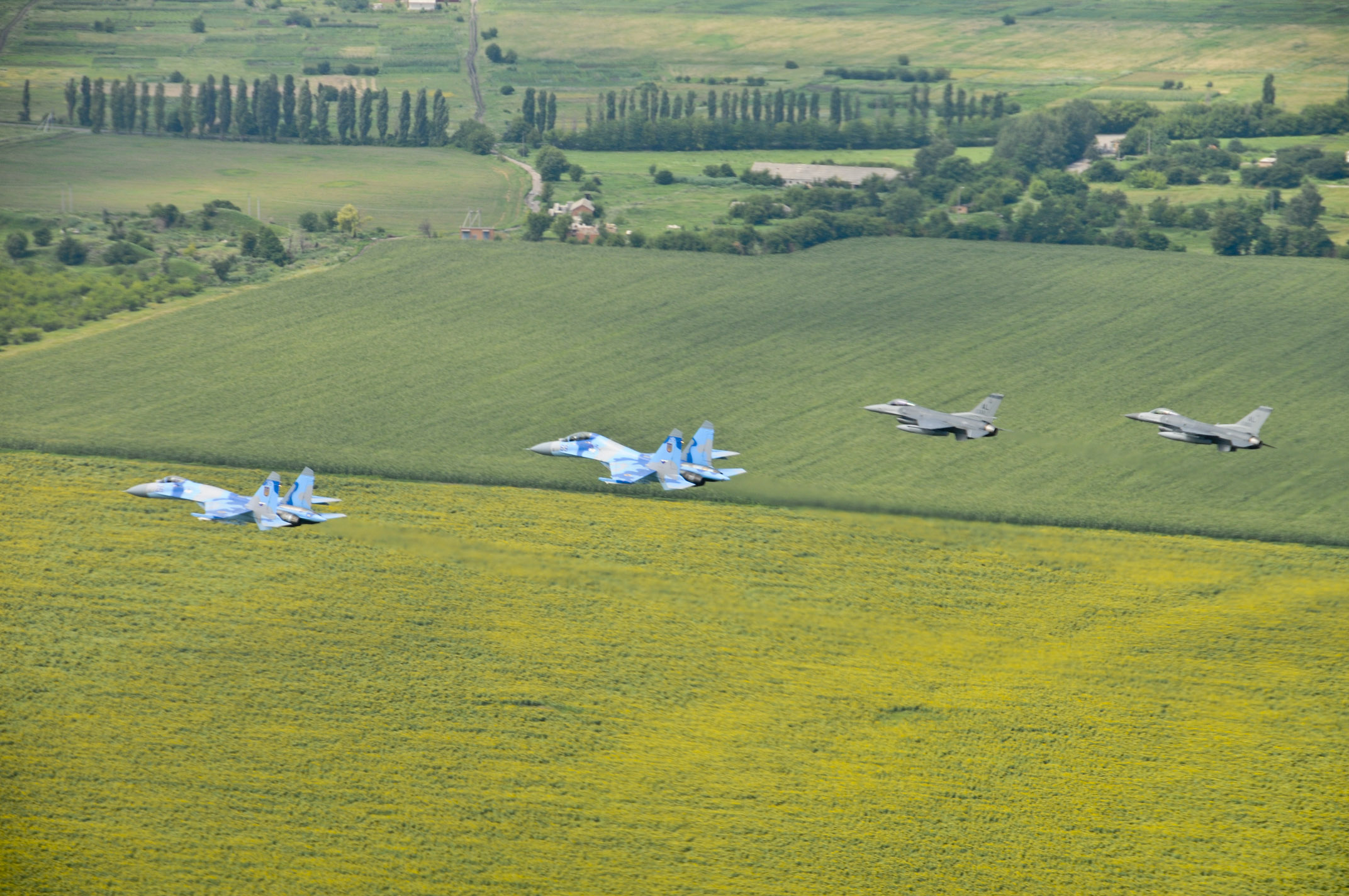
Су-27 831-й бригады вместе с F-16 144-й эскадрильи ВВС США патрулируют воздушное пространство, 2011 год

В 1949 году 659-й иап переименован в 831-й истребительный авиационный Галацкий Краснознамённый ордена Кутузова III степени полк. Постановлением Национального собрания Румынской Народной Республики от 14 ноября 1958 года полк награждён румынским орденом «Защита республики» III степени.
В послевоенный период на вооружении 831-го иап стояли самолёты МиГ-15, МиГ-17, МиГ-21ПФМ. Полк входил в состав 8-й объединённой армии ПВО, а затем был передан в состав 138-й истребительной авиационной дивизии 14-й (позже переименованной в 24-ю) воздушной армии ВВС.
В 1977 году 831-й иап перебазирован на аэродром Миргород. В 1985 году полк одним из первых в СССР получил на вооружение самолёты Су-27.
13 января 1992 года 831-й полк принёс присягу на верность независимой Украине. 1 августа 2003 года истребительный авиационный полк и 24-я авиационная база переформированы в авиационную истребительную бригаду. 25 января 2005 года авиационная истребительная бригада подчинена Воздушному командованию «Центр» ВВС Украины.

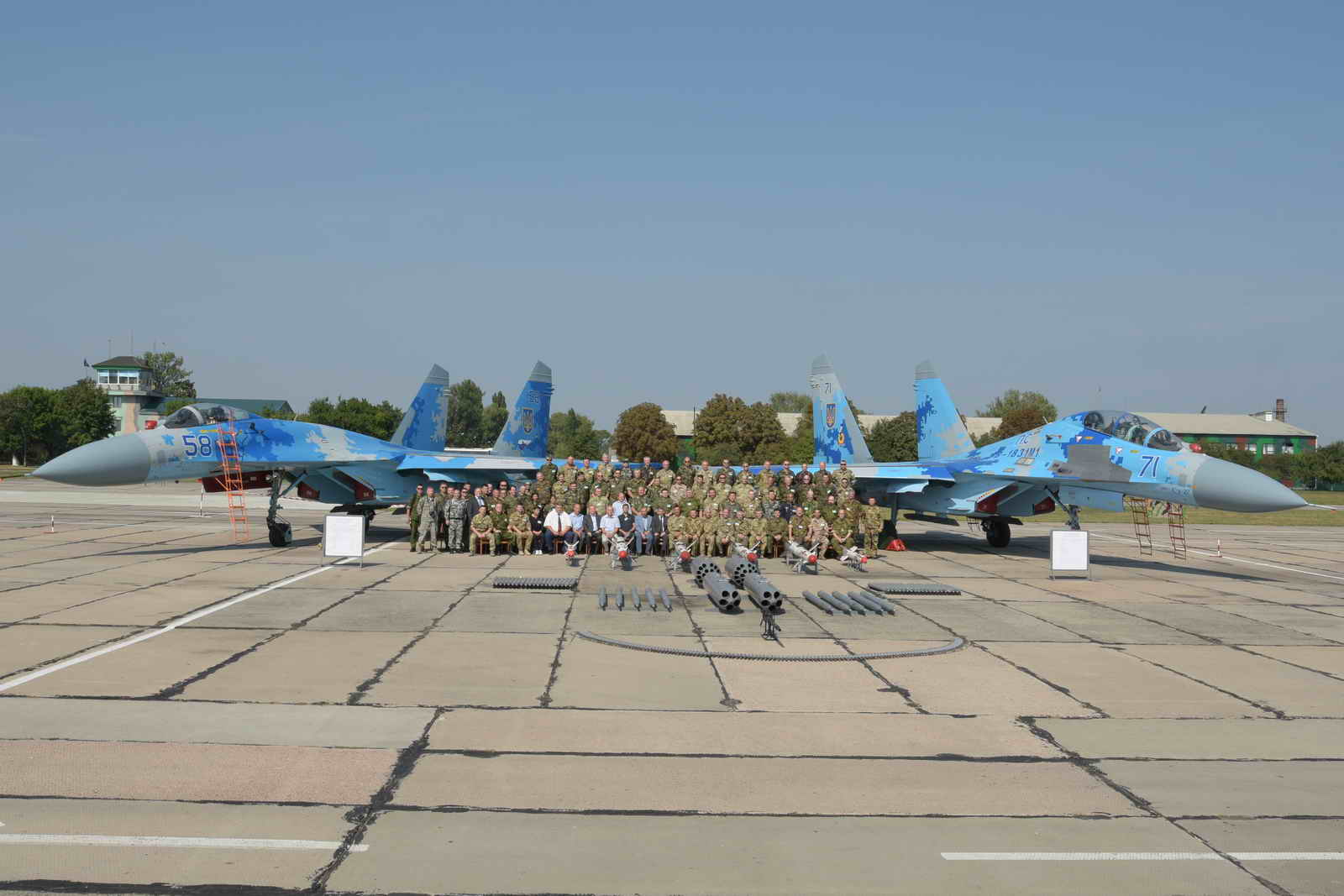
Су-27 в Миргороде

28 августа 2014 года на авиабазе в городе Василькове, волонтеры группы «Вернись живым» вручили 40-й и 831-й истребительным авиационным бригадам Воздушных Сил ВС Украины высокоточные GPS-навигаторы. Активисты закупили 15 навигаторов общей стоимостью около 450 тысяч гривен.
С начала вторжения России на Украину в февраля 2022 года бригада принимает участие в боевых действиях. 15 июня 2022 года бригада отмечена почетным знаком «За мужество и отвагу».
2 августа 2024 года президент Украины Владимир Зеленский присвоил бригаде почетное наименование «Миргородская».

## Боевой состав
- Су-27
  - Су-27УБ
  - Су-27П/С
  - Су-27С1М
- Aero L-39 Albatros

## Потери
Во время военного вторжения России на Украину имели место потери среди личного состава бригады, среди которых полковник Александр Оксанченко (Су-27 №100), майор Степан Чобану (Су-27 №11).

## Награды и наименования
| Награда                    | Дата | За что получена         |
| -------------------------- | ---- | ----------------------- |
| «Галацкая»                 | 1944 | За освобождения Руминии |
| Орден Кутузова III степени | 1945 |                         |
| Орден «Защита Отечества»   | 1958 | От Руминии              |
| За мужество и отвагу       | 2022 |                         |
| «Миргородская»             | 2024 | За оборону Украины      |